# Birgit Herbert
Birgit Herbert (ur. 14 listopada 1975 w Kitzbühel) – austriacka snowboardzistka. Nie startowała na igrzyskach olimpijskich. Jej najlepszym wynikiem na mistrzostwach świata jest 5. miejsce w gigancie na mistrzostwach świata w Lienzu. Najlepsze wyniki w Pucharze Świata osiągnęła w sezonie 1995/1996, kiedy to zajęła trzecie miejsce w klasyfikacji generalnej.
W 2002 r. zakończyła karierę.

## Sukcesy

### Mistrzostwa Świata
| Miejsce | Dzień       | Rok  | Miejscowość          | Konkurencja       | Zwycięzca                   |
| ------- | ----------- | ---- | -------------------- | ----------------- | --------------------------- |
| 5.      | 26 stycznia | 1996 | Lienz                | Gigant            | Karine Ruby                 |
| 10.     | 28 stycznia | 1996 | Lienz                | Slalom równoległy | Marion Posch                |
| 13.     | 21 stycznia | 1997 | San Candido          | Gigant            | Sondra van Ert              |
| 11.     | 25 stycznia | 1997 | San Candido          | Slalom równoległy | Dagmar Mair unter der Eggen |
| 8.      | 12 stycznia | 1999 | Berchtesgaden        | Gigant            | Margherita Parini           |
| 14.     | 15 stycznia | 1999 | Berchtesgaden        | Slalom równoległy | Marion Posch                |
| 14.     | 23 stycznia | 2001 | Madonna di Campiglio | Gigant            | Karine Ruby                 |
| 34.     | 24 stycznia | 2001 | Madonna di Campiglio | Gigant równoległy | Ursula Bruhin               |
| 16.     | 26 stycznia | 2001 | Madonna di Campiglio | Slalom równoległy | Karine Ruby                 |
| 17.     | 28 stycznia | 2001 | Madonna di Campiglio | Snowboardcross    | Karine Ruby                 |

### Puchar Świata

#### Miejsca w klasyfikacji generalnej
- 1994/1995 - -
- 1995/1996 - 3.
- 1996/1997 - 12.
- 1997/1998 - 11.
- 1998/1999 - 15.
- 1999/2000 - 33.
- 2000/2001 - 33.
- 2001/2002 - 30.

#### Miejsca na podium
1. Les Deux Alpes – 13 stycznia 1995 (gigant) - 2. miejsce
2. Alts – 2 lutego 1995 (gigant) - 1. miejsce
3. Mount Bachelor – 8 lutego 1995 (gigant) - 1. miejsce
4. Zell am See – 21 listopada 1995 (gigant) - 3. miejsce
5. Altenmarkt – 3 grudnia 1995 (slalom równoległy) - 3. miejsce
6. Sestriere – 8 grudnia 1995 (slalom równoległy) - 1. miejsce
7. Bardonecchia – 10 grudnia 1995 (gigant) - 2. miejsce
8. Bad Hindelang – 4 lutego 1996 (gigant) - 3. miejsce
9. Sun Peaks – 1 marca 1996 (gigant) - 2. miejsce
10. Boreal Ridge – 9 marca 1996 (gigant) - 3. miejsce
11. Mount Bachelor – 15 marca 1996 (slalom) - 3. miejsce
12. Sestriere – 6 grudnia 1996 (gigant) - 2. miejsce
13. Yakebitaiyama – 14 lutego 1997 (slalom) - 3. miejsce
14. Morzine – 15 marca 1997 (slalom równoległy) - 3. miejsce
15. Zell am See – 14 listopada 1998 (gigant) - 3. miejsce
16. Ischgl – 4 grudnia 1998 (slalom równoległy) - 3. miejsce
17. Whistler – 10 grudnia 1999 (gigant) - 2. miejsce

- w sumie 3 zwycięstwa, 5 drugich i 9 trzecich miejsc.